# Alfrēds Hermanovskis
Alfrēds Hermanovskis (30 novembre 1915 – Melbourne, 1º ottobre 1981) è stato un cestista lettone.

## Carriera
Con la maglia della Lettonia ha preso parte ai Giochi di Berlino 1936.